# 베네치아 국제 영화제
베네치아 국제 영화제(이탈리아어: Mostra internazionale d'arte cinematografica)는 이탈리아 베네치아 리도섬에서 매년 열리는 국제 영화제이며, 세계에서 가장 오래된 영화제이기도 하다. 또한 칸 영화제, 베를린 국제 영화제와 함께 세계 3대 영화제로 꼽힌다. 1932년에 처음 시작되었으며, 매년 8월 말 ~ 9월 초에 개최된다. 예선을 통과한 각 나라의 영화들이 상영되며, 영화 배우, 영화 감독, 제작자, 관련 기자들이 참석한다.

## 역사
1932년 가장 오래된 국제 미술전인 베네치아 비엔날레 제18회 때, 영화제로 시작되었다. 최고의 국제 영화제로 손꼽히며, 최초의 최우수상은 관객의 투표로 결정되었다. 1934년부터 1942년까지는 최고상이 "무솔리니상 "이었다. 제2차 세계대전이 발발한 1940년에서 1942년은 참여 작품이 격감한다. 전후도 침체하고 있던 이 영화제는 그러나 1950년대들어 점차 활성화되기 시작하였다.
1979년에서 1982년에 카를로 리차니가 위원장으로 재직하는 동안에 현재 프로그램을 구성하여, 연결되는 프로그램이 실행되고 다시 각광을 받게되었다. 오랫동안 시장 부문이 없이 상업보다 예술 축제로 이어 왔지만, 2002년 시장이 설립되는 등 상업 영화의 비중은 점차 높아지고 있다.

## 역대 집행 위원장
- 오타비오 크로체(Ottavio Croze) : 1934 ~ 1942년, 1954년, 1955년
- 엘리오 초르치(Elio Zorzi) : 1946 ~ 48년
- 안토니오 페르트루치(Antonio Pertrucci) : 1949 ~ 1953년
- 플로리스 암마나티(Floris Ammanati) : 1956년 ~ 1959년
- 에밀리오 로레토(Emilio Loreto): 1960년
- 도메니코 메콜리(Domenico Meccoli): 1961년 ~ 68년
- 루이지 키아리니(Luigi Chiarini):1963년 ~ 68년
- 에르네스토 라우라(Ernesto G. Laura): 1969년 ~ 1970년
- 자코모 감베티(Giacomo Gambetti): 1974년 ~ 1976년
- 카를로 리차니(Carlo Lizzani):1979년 ~ 1982년
- 잔 루이지 론디(Gian Luigi Rondi): 1983년 ~ 1986년
- 굴리엘모 비라기(Guglielmo Biraghi): 1987년 ~ 1991년
- 질로 폰테코르보(Gillo Pontecorvo): 1992년 ~ 1996년
- 프란체스코 라우다디오(Francesco Laudadio): 1997년 ~ 1998년
- 알베르토 바르베라(Alberto Barbera): 1999년 ~ 2000년

## 상

### 공식 부문 (경쟁)
- 황금사자상(Leone d'Oro / Golden Lion)

최고상인 작품상 수상자에게는 황금 사자 트로피가 수여된다.
- 은사자상(Leone d'Argento / Silver Lion)

감독에게 주어진다. 감독상 수상자는 은빛 사자 트로피가 수여된다.
- 심사위원 대상(Gran Premio della Giuria / Grand Jury Prize)

- 볼피컵(Coppa Volpi / Volpi Cup)

남자배우상, 여자배우상으로 나뉜다. 주, 조연을 구분 짓지 않으며 영화 내 모든 출연진이 수상 자격이 있다. Volpi는 이 영화제의 창립자인 이탈리아의 주세페 볼피 디 미수라타(Giuseppe Volpi di Misurata, 1877~1947년)을 기려서 그의 성을 딴 것이다.
- 심사위원 특별상(Premio Speciale della Giuria / Special Jury Prize): 하나 또는 두 작품에 수여된다.

- 골든 오젤라 상(Golden Osella)

극작가에게 주는 각본상과 기술적인 기여를 평가하고 수상하는 기술 공헌상 두가지가 있다.
- 마르첼로 마스트로야니상(Premio Marcello Mastroianni / Marcello Mastroianni Award)

신인 배우에게 주어지는 신인상으로, 상 이름은 이탈리아의 명배우 마르첼 마스토로얀니의 이름을 따서 붙였다.

### 오리종티
- 장편 작품상
- 심사위원 특별상: 장편 작품에 수여된다.
- 단편 작품상
- 중편 작품상

### 독립단체상
- 퀴어사자상(Queer Lion)
- 베니스 데이즈(Venice Days / Le Giornate degli Autori)
- 영 시네마상(Young Cinema Award / Premio Arca Cinema Giovani)

## 대한민국 수상 목록
- 1987년 임권택 감독의 《씨받이》로 강수연이 베니스 영화제 여우주연상을 수상했다.
- 2002년 이창동 감독의 《오아시스》로 문소리가 여우신인상과 감독상을 수상했다.
- 2004년 김기덕 감독의 《빈집》이 은사자상을 수상했다.
- 2012년 김기덕 감독의 《피에타》로 황금사자상을 수상했다.
- 2012년 전규환 감독의 《무게》로 퀴어사자상을 수상했다.

## 같이 보기
- 베를린 국제 영화제
- 칸 영화제